# 臺陽礦業公司平溪招待所
臺陽礦業公司平溪招待所，是位於台灣新北市平溪區菁桐老街的一座日治時期建築，後於2003年指定為新北市市定古蹟。

## 歷史
1920年代，隨著臺陽礦業公司所屬的兩大煤礦「石底煤礦」和「青桐煤礦」的開發和平溪線的興建，菁桐坑作為該鐵路支線的終點站及採礦產業開始發展，轉型為礦業聚落。 平溪招待所最初則是因石底煤礦的開採而設立，是由基隆顏家成員之一，皆臺陽礦業公司董事長顏欽賢於昭和14年（1939年）建造，作為當時菁桐地區招待貴賓、協助職員訓練、住宿及娛樂的場所，建築物平時作為該地區臺陽礦業人員進行會報、講習及設置福利設施的空間使用。
隨著臺陽於1975年結束石底大斜坑的開採，1986年，平溪招待所的所有權轉交並售于王華飛（法號彗宗）居士重新命名為「渠蓮精舍」佛堂使用。2000年，平溪招待所獲選為臺北縣歷史建築十景之一、以及臺灣歷史建築百景的第51名。
2003年9月25日，平溪招待所正式公告指定為臺北縣市定古蹟，後因建物年久失修，新北市政府則在2010年對其進行補助修繕工程，並在2012年5月完工，以「真樸齋」知名開放民眾參觀。佛堂仍維持佛堂功能，並加入民間文物的展示；建築物十間房間中最初開放六間供人參觀，其餘為屋主自行使用。
2014年，介於經常發生遊客破壞建築主體等事件，導致所有權者王家一度封閉招待所，曾改以預約方式參觀。
2017年，該棟建築物疑似「新北市平溪日式建築古蹟」為名，於房屋交易網站開價約5888萬元出售，新北市文化局獲悉後，則要求刊登者將資訊即刻下架網站。
當前建築物為私有古蹟，2023年起以「一見·菁桐古美術生活」的名稱營運，提供預約制參觀及茶點。

## 建築設計

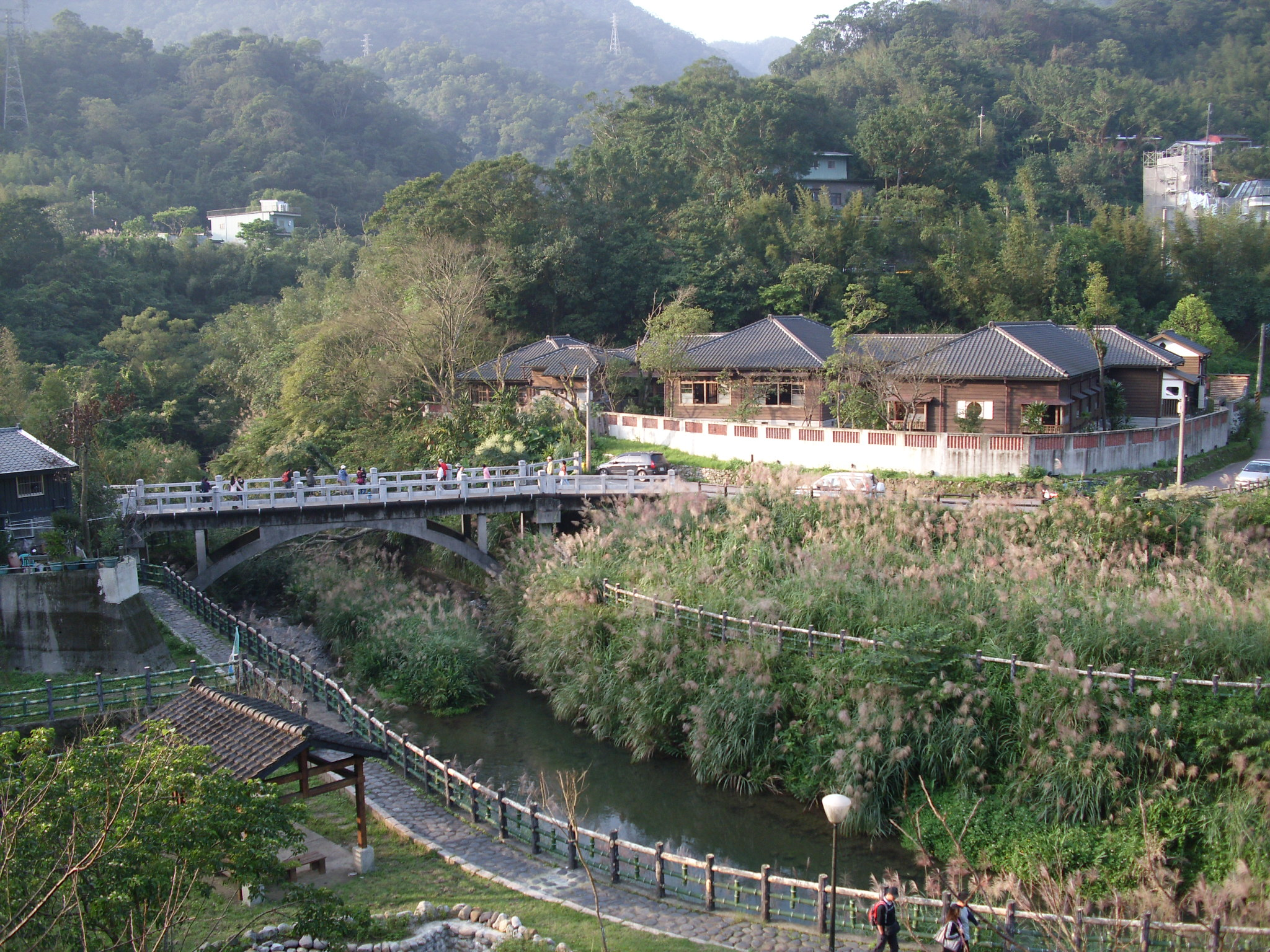
基隆河民生橋和臺陽礦業公司平溪招待所

平溪招待所建築範圍包括建築本體和周邊景觀，其建築物達202坪，整體園區占地約600坪。為屬於典型「書院造」樣式之日式構造建築，其建築平面設置成山字形的廊道式建築。玄關處則採用馬賽克磁磚及彩色鑲嵌玻璃作為門面上的裝飾，目前中央大型空間則仍作為渠蓮精舍得主佛堂使用，建築物最初依照功能共分為景觀區、服務區以及住宿、娛樂及客室區，並設有包括康樂室、撞球室、客室、圖書室、貴賓室、炊房、澡堂等設施，由於受到書院造影響，招待所另外設有並西式元素的空間。
外牆部分，則由洗石子裝修面、雨淋板構成，結構製材多則為杉木板，並設有雨淋板。此外在屋頂的設計則有著寄棟式和切妻式混合的結構。

## 另見
- 臺陽礦業國英坑
- 台陽礦業事務所
- 陋園
- 顏雲年
- 顏國年
- 基隆顏家

## 外部連結
- 臺陽礦業公司平溪招待所 - 文化部iCulture （页面存档备份，存于）